# بیرژای
بیرژای (به لاتین: Biržai) یک شهرک در لیتوانی با جمعیت ۱۵٬۲۶۲ نفر است که در شهرستان پانه‌وژیس واقع شده‌است.